# Lino Paschini
Lino Paschini, né le 29 septembre 1946, à Verzegnis, en Italie, est un ancien joueur italien de basket-ball. Il évolue au poste de pivot.

## Palmarès
- Champion d'Italie 1969, 1970
- Coupe d'Italie 1969, 1970
- Coupe des clubs champions 1970
- Coupe intercontinentale 1970
- Finaliste des Jeux méditerranéens de 1967